# 즈강
즈강(知剛, 1930년 1월 22일 ~ 2009년 2월 3일)은 중화민국의 20세기 시대 대선승(大禪僧)이다.

## 이름
본명(本名)은 장바오캉(張保康)이며 아명(兒名)은 장즈더(張志德)이고 중화민국 장쑤 성 난징 거주 시절이던 1933년(3세 시절)에 장차이웨이(張採薇)로 1번째 개명(改名)하였으며 1934년 일가족과 함께 타이베이시로 이주한지 1년이 지난 1935년에 장바오캉(張保康)으로 최종 개명(당시 5세)하였다. 하여 그의 공식적(公式的)인 속명(俗名)은 장바오캉(張保康)이다.

## 생애

### 일생
국민정부 시대 중화민국 대륙 본토 장쑤성 난퉁에서 출생하였으며 지난날 한때 국민정부 시대 중화민국 대륙 본토 장쑤성 난징에서 잠시 유아기를 보낸 적이 있는 그는 1934년 일가족과 함께 중화민국 타이완 성 타이베이로 이주하였다. 1942년 5월 23일을 기하여 타이베이에서 불교 승려로 출가한 그는 그 후 1949년 3월 25일을 기하여 잠정적으로 환속을 하여 3개월 후 1949년 6월 당시에, 장제스 국민정부 시대(蔣介石 國民政府 時代) 중화민국 육군 사병 입대하였으며 1952년 6월에 자유중화민국 타이완 육군 예비역 병장 전역하였고 1년간을 비정규 일용직 노동원으로 일하다가 1953년 6월 19일을 기하여 또다시 불교 승려로 재출가를 한 그는 1960년 12월 4일을 기하여 30세 나이로 일본 유학을 하여 5년 후 1965년 일본 릿쇼 대학교 철학과에 입학(당시 35세)한 그는 1969년 39세 나이로 일본 릿쇼 대학교 철학과에서 학사 학위를 받았으며 같은 해 1969년 일본 릿쇼 대학교 대학원에 입학하여 1971년 철학석사 학위(당시 41세)를, 1975년 철학박사 학위(당시 45세)를 받았고 1975년 3월 6일을 기하여 45세 나이로써 자유중화민국 타이완 타이베이로 귀환하였으니 자유중화민국을 떠난지 15년여만의 귀국이었다. 그 후 자유중화민국 국립 타이완 대학교 철학과 겸임교수 등을 지낸 그는 20세기 시대 자유중화민국 타이완 고유 민족적 불교 철학의 새 지평을 열었다.
"타이완의 니치렌"이라 지칭되었으며 동시에 "자유중화민국 타이완 사천왕(自由中華民國 臺灣 四天王)" 중 일원으로 추앙을 받기도 한 그는 2009년 2월 3일을 기하여 향년 79세로 입적하였다.

### 학력
- 일본 릿쇼 대학교 철학과 학사(1969년)
- 일본 릿쇼 대학교 대학원 철학석사(1971년)
- 일본 릿쇼 대학교 대학원 철학박사(1975년)

### 이외 이력
- 자유중화민국 국립 타이완 대학교 철학과 겸임교수(1975년 8월~1976년 8월)
- 일본 와세다 대학교 철학과 객원교수(1977년 2월~1977년 8월)
- 자유중화민국 타이완 국립 타이난 청궁 대학교 철학과 겸임교수(1979년 2월~1992년 8월)

## 같이 보기
- 미국 선불교 연대표